# Mount Tenniel
Mount Tenniel ist ein 1625 m hoher Berg an der Wilkins-Küste des Palmerlands auf der Antarktischen Halbinsel. Er ragt 11 km westnordwestlich der Mündung des Clifford-Gletschers in das Smith Inlet auf.
Teilnehmer einer Schlittenmannschaft bei der British Graham Land Expedition (1934–1937) unter der Leitung des australischen Polarforschers John Rymill entdeckten ihn. Luftaufnahmen entstanden 1947 während der US-amerikanischen Ronne Antarctic Research Expedition (1947–1948), die in Zusammenarbeit mit dem Falkland Islands Dependencies Survey auch eine Kartierung vornahm. Geoffrey Miles Clifford (1897–1986), von 1946 bis 1954 Gouverneur der Falklandinseln, benannte den Berg 1952 nach seinem Großonkel, dem britischen Illustrator und Aquarellisten John Tenniel (1820–1914).